# Število bet
Število bet se uporablja na podoben način kot število alef. Ime izhaja iz druge črke hebrejske abecede (prva črka se imenuje alef in jo zapišemo kot {\displaystyle \aleph \,}). S števili bet označujemo kardinalnost števnih končnih množic. Podobno kot za število alef, označujemo tudi števila bet z indeksi, čeprav ne uporabljamo vseh indeksov, ki so v uporabi za {\displaystyle \aleph \,}.

## Definicija
Najprej definirajmo kardinalnost neskončne števne množice, oziroma množico naravnih števil, ki jo označujemo z  {\displaystyle \mathbb {N} }:
{\displaystyle \beth _{0}=\aleph _{0}\!\,.}
Označimo s {\displaystyle P(A)\,} potenčno množico (partitivno množico), to je množico vseh podmnožic množice {\displaystyle A\,}. Potem velja:
{\displaystyle \beth _{\alpha +1}=2^{\beth _{\alpha }}\!\,.}
To pa je kardinalnost potenčne množice {\displaystyle A\,}, če je {\displaystyle \beth _{\alpha }\,}  kardinalnost množice {\displaystyle A\,}.
Po tej definiciji so:
{\displaystyle \beth _{0},\ \beth _{1},\ \beth _{2},\ \beth _{3},\ \dots }
kardinalnosti naslednjih množic:
{\displaystyle \mathbb {N} ,\ P(\mathbb {N} ),\ P(P(\mathbb {N} )),\ P(P(P(\mathbb {N} ))),\ \dots .}
To pomeni, da je drugo število bet {\displaystyle \beth _{1}\,} enako kardinalnosti kontinuuma (oznaka {\displaystyle {\mathfrak {c}}}). Tretje število bet {\displaystyle \beth _{2}\,} je kardinalnost potenčne množice kontinuuma. 

## Odnos s števili alef
V skladu z aksiomom izbire so kardinalnosti, ki pripadajo neskončnim množicam, linearno urejene. Dveh kardinalnosti ne moremo primerjati. Ker ni neskončne kardinalnosti med {\displaystyle \aleph _{0}\,} in {\displaystyle \aleph _{1}\,} sledi, da je:
{\displaystyle \beth _{1}\geq \aleph _{1}\!\,.}.
To pomeni, da za vsako ordinalno število {\displaystyle \alpha \,} velja:
{\displaystyle \beth _{\alpha }\geq \aleph _{\alpha }\!\,.}
Domneva kontinuuma nam da:
{\displaystyle \beth _{1}=\aleph _{1}\!\,.}
Posplošena domneva kontinuuma pa trdi, da števila bet tvorijo za vsako ordinalno število enako zaporedje kot števila alef:
{\displaystyle \beth _{\alpha }=\aleph _{\alpha }\!\,.}

## Nekatera kardinalna števila bet

### Bet nič
Naslednjim množicam pripada kardinalnost {\displaystyle \beth _{0}\,}:
- naravna števila {\displaystyle \mathbb {N} \,}
- racionalna števila {\displaystyle \mathbb {Q} \,}
- algebrska števila {\displaystyle {\overline {\mathbb {Q} }}\,}
- končna množica celih števil {\displaystyle \mathbb {Z} \,}

### Bet ena
Naslednjim množicam pripada kardinalnost {\displaystyle \beth _{1}\,}:
- transcendentna števila
- iracionalna števila
- realna števila {\displaystyle \mathbb {R} \,}
- kompleksna števila {\displaystyle \mathbb {C} \,}
- evklidski prostor {\displaystyle \mathbb {R} ^{n}\,}
- potenčna množica naravnih števil
- množica zaporedij celih števil {\displaystyle \mathbb {Z} ^{n}\,}
- množica zaporedij realnih števil {\displaystyle \mathbb {R} ^{n}\,}
- množica zveznih funkcij iz {\displaystyle \mathbb {R} \,} v {\displaystyle \mathbb {R} \,}
- množica končnih podmnožic realnih števil

### Bet dva
Naslednjim množicam pripada kardinalnost {\displaystyle \beth _{2}\,}:
- potenčna množica množice realnih števil
- potenčna množica množice potenc iz množice naravnih števil
- množica funkcij iz {\displaystyle \mathbb {R} \,} v {\displaystyle \mathbb {R} \,} ({\displaystyle \mathbb {R} ^{r}\,})
- množica funkcij iz {\displaystyle \mathbb {R} ^{m}\,} v {\displaystyle \mathbb {R} ^{n}\,}
- potenčna množica množice vseh funkcij iz množice naravnih števil v samo sebe
- Stone-Čechova kompaktifikacija za {\displaystyle \mathbb {R} \,}, {\displaystyle \mathbb {Q} \,} in {\displaystyle \mathbb {N} \,}